# Dilltalbrücke Haiger

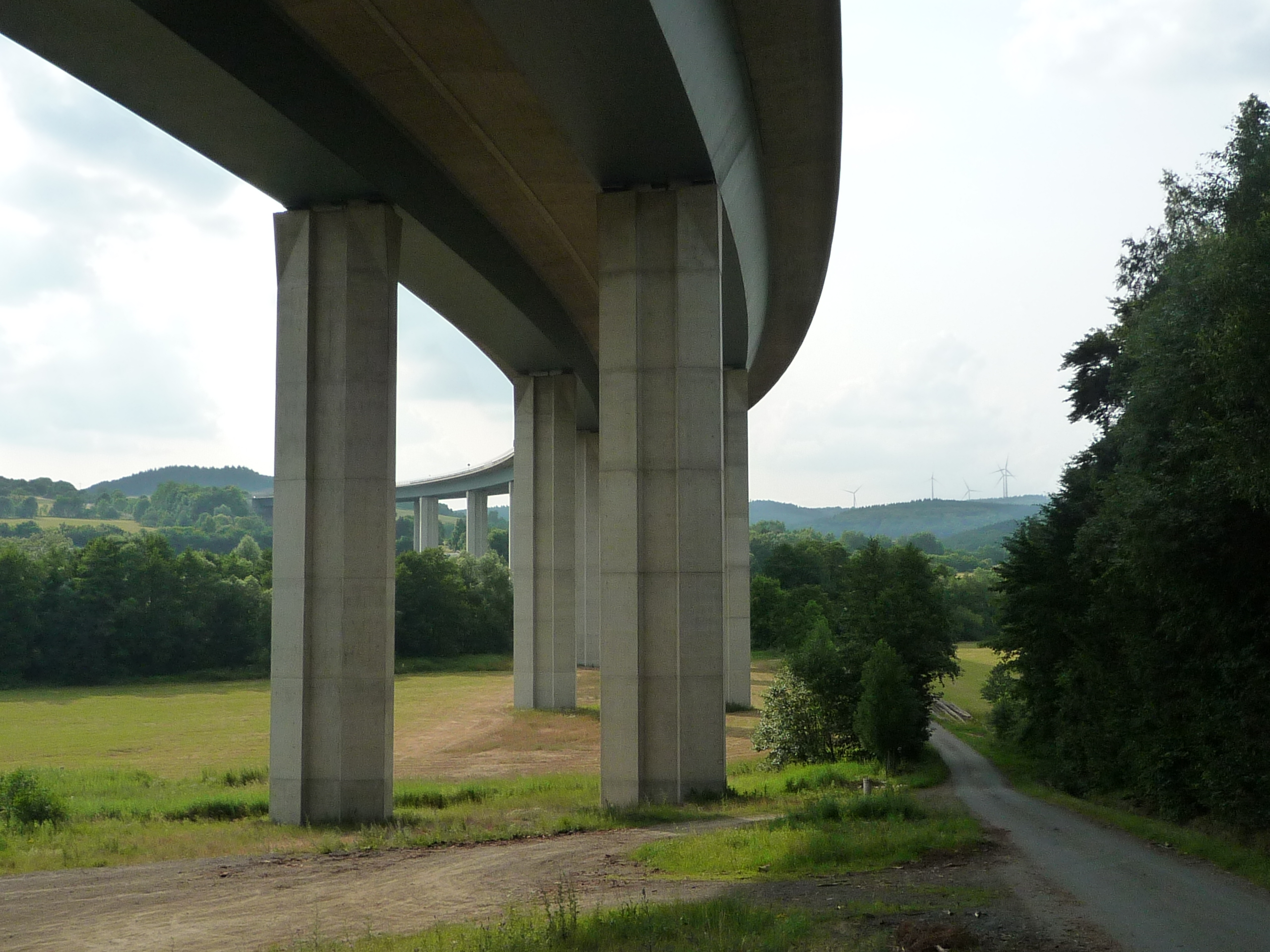
Dilltalbrücke Haiger

Die Dilltalbrücke Haiger ist eine Autobahnbrücke, auf der die Bundesautobahn 45 zwischen der Stadt Haiger und dem Ortsteil Rodenbach in Hessen die Dill quert.
Die zurzeit existierende ist mittlerweile die zweite an dieser Stelle gebaute Brücke. Zwischen 1965 und 1968 wurde die Vorgängerin der heutigen Brücke errichtet. Die mehrstegige Plattenbalkenbrücke bestand aus insgesamt 15 Feldern mit einer Länge von je 53,40 m. Somit hatte sie eine Gesamtlänge von 801 Metern. Gebaut wurde sie durch die Unternehmen Backhaus und Kögel GmbH. Im Jahr 2000 musste sie der neuen Konstruktion weichen. Die jetzige Brücke besteht aus insgesamt 13 Feldern mit einer Länge von 45 bis 85 Metern. Dieses Bauwerk wurde durch das Unternehmen Heilit-Woerner Bau-AG aus München errichtet. Als Konstruktionssystem der getrennten, in den Breiten abweichenden Überbauten wurde jeweils ein einzelliger Verbund-Hohlkasten mit z. T. quer vorgespannter Ortbetonfahrbahnplatte gewählt. Der Ersatzneubau wurde im Jahr 2003 für den Verkehr freigegeben.